# آلف گری
آلف گری (انگلیسی: Alf Gray; ۱۳ اوت ۱۹۱۰ – ۱۹۷۴ (۶۳−۶۴ سال)) بازیکن فوتبال اهل بریتانیا بود.
از باشگاه‌هایی که در آن بازی کرده‌است می‌توان به باشگاه فوتبال اولدهام اتلتیک، باشگاه فوتبال لینکولن سیتی، باشگاه فوتبال لیورپول، باشگاه فوتبال دیزلی هیل، و باشگاه فوتبال تورکی یونایتد اشاره کرد.